# Balbino (vescovo)
Balbino (VI secolo – dopo il 595) è stato un vescovo italiano.
Si tratta del secondo vescovo documentato della diocesi di Roselle, dopo Vitaliano.

## Biografia
Balbino è documentato come vescovo di Roselle alla fine del VI secolo. La mancanza di documentazione su altri vescovi della diocesi grossetana tra il 499 e il 591, anno in cui è ricordato per la prima volta Balbino, può indurre a pensare che Balbino sia effettivamente stato il successore di Vitaliano, dopo quasi un secolo di sede vacante. È noto, dopotutto, che negli anni del Regno ostrogoto e della successiva dominazione longobarda, molte diocesi rimasero senza vescovo e che Roselle, insieme con Sovana, erano nell'orbita dell'arcidiocesi di Lucca, la quale ne organizzava l'attività pastorale.
Balbino è ricordato nell'epistola XV del noto Registrum di papa Gregorio Magno, datata gennaio 591, dove è esortato dal pontefice a visitare personalmente la vicina Populonia, sede di una diocesi, per essere testimone delle recenti devastazioni perpetrate dai longobardi. Per questa diocesi, rimasta priva del suo vescovo dopo che l'ultimo di essi, Cerbone, si era ritrovato costretto a fuggire all'isola d'Elba, fu infatti nominato visitatore apostolico, con l'incarico di procedere all'ordinazione di un sacerdote e di due diaconi, e alla nomina di tre preti per alcune parrocchie della diocesi.
Balbino partecipò al concilio di Roma del 5 luglio 595 indetto da Gregorio Magno e dove furono presi provvedimenti circa l'organizzazione e la vita interna della Chiesa romana. Tra le sottoscrizioni, si trova anche quella di Balbinus episcopus civitatis Rosellensis, che firma gli atti conciliari tra Virbono di Tuscania e Secondino di Taormina.
Il nome di Balbino si trova anche tra le sottoscrizioni di un altro documento di Gregorio Magno, che Mansi data al 601. In realtà questo testo è un documento spurio, frutto dell'elaborazione della canonistica medievale, che accorpò due lettere autentiche del pontefice (del 595 e del 598), modificandone parte del contenuto ed aggiungendo la serie delle sottoscrizioni, assente nelle lettere autentiche.